# Terremoto de Lisboa de 1761
El terremoto de Lisboa de 1761 y su posterior tsunami se produjeron en el norte del Océano Atlántico y el sur de la península ibérica el 31 de marzo de 1761. Esta violenta conmoción, que se produjo poco después del mediodía, se sintió en muchas partes de Europa Occidental. Sus efectos directos se observaron incluso en el norte de Escocia y Ámsterdam, y al sur en las Islas Canarias de España. El evento de onda superficial estimado de magnitud 8,5 fue el más grande de la región y el terremoto más significativo en Europa desde el gran terremoto de Lisboa de 1755.
Los registros de este desastre son escasos ya que el gobierno portugués censuró mucha información para evitar el pánico en la ciudad ya en ruinas. Los daños fueron significativos en las partes más antiguas de la ciudad y entre los edificios dañados por el terremoto anterior.

## Entorno tectónico
La falla Azores-Gibraltar forma parte del límite de placa complejo y mal definido entre las placas tectónicas africana y euroasiática, que convergen a una velocidad de 3,8 milímetros al año. Aquí, una zona de fallas de rumbo y corridas acomodan el movimiento entre las dos placas, incluidas la falla de Horseshoe, la falla del Marqués de Pombal, la falla de Gorringe Bank y la zona de subducción de Cádiz.
Se cree que el terremoto se originó a lo largo de una falla de empuje ubicada debajo del monte submarino Coral Patch con una dimensión de ruptura estimada de 200 km por 50 km. La falla de empuje Coral Patch es un componente en el límite de la placa África-Eurasia. A partir de un análisis de la duración informada de la sacudida, se sugirió que la ruptura se propagó hacia el norte, desde el extremo norte de la ruptura de 1755. Es probable que este terremoto sea el resultado de la transferencia de tensión de Coulomb del evento de 1755. Con base en la medición de la altura del tsunami, la magnitud estimada del tsunami para este terremoto es de 8,5 y es poco probable que haya sido mayor que el evento de 1755.

## Terremoto
Al mediodía del 31 de marzo, la ciudad portuguesa de Lisboa fue sacudida por un terremoto de tres a siete minutos. Las ruinas de la ciudad que dejó el terremoto de 1755 se derrumbaron mientras los residentes asustados corrían afuera. Los buques de transporte en alta mar sintieron sacudidas durante el terremoto. Se sintió en muchas ciudades de España, incluidas Madrid y Aranjuez. Otros lugares que sintieron el terremoto incluyeron Bayona, Burdeos y Rosellón en el sur de Francia, Ámsterdam en los Países Bajos, Cork en Irlanda y las Islas Azores.
Gran parte del daño en Lisboa se debió a casas antiguas y edificios ya comprometidos por el terremoto de 1755. Pilas de escombros del terremoto anterior se derrumbaron. Las cadenas montañosas cercanas se vieron afectadas por deslizamientos de rocas. Los temblores dañaron una prisión y unos 300 reclusos lograron escapar. Sorprendentemente, no hubo muertos en Lisboa pero los daños superaron los 20.000 moidores. En la escala de intensidad de Mercalli Modificada, el terremoto alcanzó una intensidad estimada de VI a VII. La mayor destrucción fue en Setúbal y Vila Franca. En Oporto, la ciudad sufrió graves daños peores que los sufridos en 1755, resultando en la muerte de varias personas. En Madeira, se desencadenaron desprendimientos de rocas que cayeron al mar y destruyeron una iglesia. Como resultado, cuatro personas murieron, dos de las cuales fueron aplastadas mientras pescaban cuando les cayeron rocas encima.
En Madrid, los movimientos del suelo persistieron entre cinco y 23 minutos. Algunas casas temblaron violentamente y los muebles se derrumbaron. Los residentes asustados salieron corriendo de sus casas por temor a que se derrumbaran. Esto motivó una consulta del Consejo de Castilla y la diócesis de Cartagena para obtener más información sobre el terremoto. En Cork, Irlanda, la ciudad experimentó una fuerte sacudida descrita como más violenta que en 1755. En Fort Augustus, Escocia, el nivel del agua en el lago Ness aumentó aproximadamente 0,61 metros y luego descendió. El comportamiento inusual del lago persistió durante 45 minutos a una hora. En Ámsterdam, el candelabro de una iglesia comenzó a vibrar en la tarde, un hecho posiblemente asociado con el terremoto.

## Tsunami
Una hora y 25 minutos después de que se sintiera el terremoto en Lisboa, se observaron olas de hasta 2,4 metros acercándose a la costa y dañando barcos. El mar retrocedió y avanzó repetidamente incluso 13 horas después del terremoto, continuando hasta la noche. En la isla Terceira en las Azores, el tsunami recogió barcos y los estrelló contra la costa rocosa. A lo largo de las costas de España, se presenciaron cambios en el mar pero no hubo registros de la llegada del tsunami, ni de sus alturas.
En Mount's Bay en Cornualles, un tsunami de hasta 1,8 metros avanzó cinco veces, comenzando a las 17:00 y con una duración de una hora. En las Islas Sorlingas, el mar subió hasta 1,2 metros en el momento en que se vieron olas en Cornualles. Penzance vio olas de hasta 1,8 metros que llegaban cinco veces a primera hora de la tarde. En Newlyn, el mar subió casi dos metros. A lo largo de las costas irlandesas se observaron los mismos fenómenos. En Kinsale, alrededor de las 18:00 horas, el mar subió repentinamente 0,61 metros y retrocedió rápidamente en cuatro minutos, repitiéndose, aunque en menor medida, varias veces. En Carrick, a las 16:00, la superficie del río Suir subió 0,30 metros en cinco minutos. En Dungarvan, el mar fluyó cinco veces entre las 16:00 y las 21:00. En Waterford, el mar avanzó 9,1 metros a lo largo de la orilla, mientras que en Ross, condado de Wexford, se produjo una violenta agitación del río a las 19:00 horas. En Barbados, se atribuyeron al sismo olas de entre 0,46 metros y 1,2 metros que barrieron la costa.